# كينغ خان
كينغ خان هو موسيقي كندي، ولد في 24 يناير 1977 في مونتريال في كندا.

## وصلات خارجية
- كينغ خان على موقع IMDb (الإنجليزية)
- كينغ خان على موقع ميوزك برينز (الإنجليزية)
- كينغ خان على موقع ديسكوغز (الإنجليزية)